# Juan Carlos Sáez
Juan Carlos Sáez Sanhueza (Santiago, 5 de agosto de 1991) es un jugador profesional de tenis chileno. Su mejor ranking ATP ha sido la posición n.º 230 alcanzada en septiembre de 2015.
En noviembre de 2015 fue agredido a la salida de la disco Las Urracas en Vitacura, Santiago de Chile, por un desconocido quien con un golpe le causó una doble fractura de mandíbula, y el término anticipado de su temporada tenística.

## Trayectoria
En junio de 2015 llega a la final del Challenger de Milán en el dobles junto a su compatriota Christian Garín cayendo ante los crotas Nikola Mektic y Antonio Sancic por 6-3 y 6-4.
El 19 de agosto de 2019 fue suspendido por ocho años y multado con 12.500 dólares por violaciones al Programa Anticorrupción de Tenis. Sáez no había colaborado con una investigación de la Unidad de Integridad del Tenis (TIU), sobre posibles violaciones del Programa Anticorrupción del Tenis (TACP). En un informe realizado por el catedrático Richard McLaren, se estableció que el jugador no había denunciado un "acercamiento corrupto" relacionado con arreglo de partidos. El jugador apeló la sanción ante el Tribunal de Arbitraje Deportivo, pero su recurso no fue acogido.

## Copa Davis
Sáez fue nominado por primera vez al Equipo Chileno de Copa Davis en julio de 2015 para afrontar la serie ante México en Coliseo La Tortuga de Talcahuano. Sáez (237° en ese momento) disputó 2 singles y salió victorioso en ambos el primero por el primer punto ante el joven Lucas Gómez que opuso pelea pero fue vencido en 5 sets por 4-6, 6-0, 5-7, 7-6(0) y 6-1 en 4 horas y 6 minutos. Y en el cuarto punto (Chile 3-0 México) venció a Tigre Hank por 6-4 y 6-2.
En septiembre de 2015 es nominado por segunda vez a la Roja del Tenis para disputar la Final Zona Americana 2015 ante Venezuela en el Club Palestino. Sáez jugo 1 encuentro y ganó, por el cuarto punto (Chile 3-0 arriba) venció a Miguel Ángel Este por 6-3 y 6-2.
De momento lleva 4 nominaciones, jugando 3 partidos, ganando los tres.

## Títulos enFutures(30; 9+21)

### Individuales (9)
| N.º | Fecha                   | Torneo       | Superficie    | Oponente en la final | Resultado      |
| --- | ----------------------- | ------------ | ------------- | -------------------- | -------------- |
| 1.  | 8 de octubre de 2012    | Coquimbo     | Tierra batida | Felipe Ríos          | 3-6 6-2 6-1    |
| 2.  | 26 de noviembre de 2012 | Curicó       | Tierra batida | Albert Alcaraz       | 6-3 4-6 6-1    |
| 3.  | 12 de octubre de 2013   | Santiago     | Tierra batida | Facundo Mena         | 6-4 6-2        |
| 4.  | 6 de septiembre de 2014 | Lima         | Tierra batida | Cristóbal Saavedra   | 6-4 7-5        |
| 5.  | 25 de octubre de 2014   | Lima         | Tierra batida | Benjamin Balleret    | 4-6 6-1 6-1    |
| 6.  | 21 de febrero de 2015   | Viña del Mar | Tierra batida | Jorge Aguilar        | 4-6 7-6(4) 6-2 |
| 7.  | 18 de abril de 2015     | Santiago     | Tierra batida | Christian Lindell    | 0-6 7-6(6) 6-3 |
| 8.  | 21 de febrero de 2016   | Plantation   | Tierra batida | Victor Hănescu       | 6-3 2-6 7-6(5) |
| 9.  | 3 de diciembre de 2017  | Talca        | Tierra batida | Fabrizio Ornago      | 6-4 6-2        |

### Dobles (21)
| No. | Fecha                    | Torneo       | Superficie    | Pareja           | Oponentes en la final                 | Resultado         |
| 1.  | 13 de diciembre de 2010  | Concepción   | Tierra batida | Javier Muñoz     | Patricio Heras / Gustavo Sterin       | 6-4 6-4           |
| 2.  | 23 de octubre de 2011    | Concepción   | Tierra batida | Javier Muñoz     | Alex Theiler / Ricardo Urzúa          | 3-6 7-5 [17-15]   |
| 3.  | 13 de noviembre de 2011  | Osorno       | Tierra batida | Javier Muñoz     | Luis David Martínez / Manuel Sánchez  | 3-6 6-4 [10-1]    |
| 4.  | 28 de mayo de 2012       | Viña del Mar | Tierra batida | Jorge Aguilar    | Guillermo Rivera / Cristóbal Saavedra | 4-6 6-1 [10-5]    |
| 5.  | 4 de junio de 2012       | Concón       | Tierra batida | Jorge Aguilar    | Federico Coria / Sebastián Decoud     | 6-1 6-2           |
| 6.  | 30 de julio de 2012      | Oostende     | Tierra batida | Joris de Loore   | Niels Desein / James Junior Storme    | 6-0 6-4           |
| 7.  | 2 de diciembre de 2012   | Curicó       | Tierra batida | Jorge Aguilar    | Guillermo Rivera / Cristóbal Saavedra | 6-2 6-2           |
| 8.  | 1 de julio de 2013       | De Haan      | Tierra batida | Joris de Loore   | Juan Matías González / Nicolás Kicker | 6-1 6-4           |
| 9.  | 23 de septiembre de 2013 | La Serena    | Tierra batida | Ricardo Urzúa    | Guillermo Rivera / Cristóbal Saavedra | 7-5 6-0           |
| 10. | 12 de octubre de 2013    | Santiago     | Tierra batida | Ricardo Urzúa    | Juan Manuel Benítez / Juan Pablo Paz  | 7-5 6-2           |
| 11. | 16 de noviembre de 2013  | Concepción   | Tierra batida | Ricardo Urzúa    | David Fleming / Víctor Núñez          | 6-1 6-3           |
| 12. | 29 de junio de 2014      | Šabac        | Tierra batida | Guillermo Rivera | Danilo Petrovic / Ilija Vucic         | 6-2 6-4           |
| 13. | 6 de julio de 2014       | Plovdiv      | Tierra batida | Guillermo Rivera | Albert Alcaraz / Georgyi Malyshev     | 6-1 6-0           |
| 14. | 13 de julio de 2014      | Belgrado     | Tierra batida | Guillermo Rivera | Danilo Petrovic / Ilija Vucic         | 7-5 6-2           |
| 15. | 30 de mayo de 2015       | Bacău        | Tierra batida | Hans Podlipnik   | Alexandru-Daniel Carpen / Ilija Vucic | 6-3 4-6 [10-7]    |
| 16. | 17 de octubre de 2015    | Rancagua     | Tierra batida | Mauricio Álvarez | Guillermo Rivera / Cristóbal Saavedra | 6-3 6-7(4) [10-7] |
| 17. | 7 de febrero de 2016     | Palm Coast   | Tierra batida | Nicolás Jarry    | Peter Nagy / Wil Spencer              | 6-1 6-2           |
| 18. | 2 de abril de 2017       | Tel Aviv     | Dura          | Matías Descotte  | Gabor Borsos / Viktor Filipenko       | 6-4 6-4           |
| 19. | 25 de junio de 2017      | Henao        | Tierra batida | Marcelo Plaza    | Quentin Folliot / Lukas Ollert        | 6-4 6-4           |
| 20. | 18 de abril de 2018      | Córdoba      | Tierra batida | Eduardo.A Torre  | Facundo Argüello / Matias Zukas       | 6-3 1-6 [10-7]    |
| 21. | 16 de noviembre de 2018  | Viña del Mar | Tierra batida | Mateo Martínez   | Mauricio Echazú / Jorge Panta         | 6-3 7-6(0)        |

## Ranking ATP al finalizar cada temporada
| Año                     | 2009 | 2010 | 2011 | 2012 | 2013 | 2014 | 2015 | 2016 | 2017 |
| Ranking en individuales | 1118 | 673  | 688  | 397  | 468  | 340  | 342  | 614  | 592  |